# Генрі Юнссон
Генрі Юнссон  (швед. Henry Jonsson, 12 травня 1912 — 9 березня 2001) — шведський легкоатлет, олімпійський медаліст.

## Виступи на Олімпіадах
| Олімпіада   | Дисципліна         | Місце |
| ----------- | ------------------ | ----- |
| Берлін 1936 | біг на 5000 метрів | 3     |

## Зовнішні посилання
- Досьє на sport.references.com [Архівовано 3 грудня 2016 у Wayback Machine.]